# Luigi Stornaiolo Pimentel
Luigi Stornaiolo Pimentel (Quito, 9 de junio de 1956) es un pintor ecuatoriano. Es considerado uno de	los	pintores contemporáneos	más destacados de Ecuador y América Latina.

## Trayectoria
Su padre Bruno Stornaiolo Miranda nació en Nápoles, Italia, fue psicólogo clínico y escribió una novela llamada Réquiem por un Dinosaurio, e historias cortas. Su madre, Angela Pimentel Franco, nació en Quito.
Ha expuesto su obra de arte en Perú, Brasil, Canadá, Australia, México, Bélgica, Puerto Rico, Miami, Nueva York y Venezuela.
En 1980 tuvo su primera exposición de arte en la galería "Club de Arte", donde presentó su trabajo titulado "Dibujos irónicos dentro de un realismo lúcido y casi fotográfico en sus detalles".

## Matrimonio y descendencia
Está casado con Nelly Witt Vorbeck y tienen una hija llamada Silvia Anna. Desde que conoció a Nelly en 1974, ella ha sido su musa, y existen cerca de 40 pinturas al óleo de ella en su hogar.

## Premios y distinciones
Fue galardonado con el Premio Nacional de Arte de Ecuador "Premio Eugenio Espejo" en 2011.

### En redes sociales
- Luigi Stornaiolo Pimentel en Instagram
- Luigi Stornaiolo Pimentel en Facebook

- Datos: Q17067622